# Пітер Блау
Пітер Майкл Блау (англ. Peter Michael Blau; 7 лютого 1918, Відень — 12 березня 2002) — американський соціолог. Народився у Відні, Австрія, іммігрував до США в 1939. Здобув ступінь доктора філософії у Колумбійському університеті в 1952 році, викладав в університеті Вейна в м. Детройт, штат Мічиган в 1949—1951 рр. до того, як став викладати в університеті Чикаго з 1953 до 1970. В 1970 він повернувся до Колумбійського університету, де продовжував працювати до 1988 року. З 1988 до 2000 він викладав вже як заслужений професор у відставці в університеті Північної Кароліни в одному відділі зі своєю дружиною Джудіс Блау. Його соціологічною спеціальністю були організаційні і соціальні структури, зокрема бюрократія. Блау створив теорії, використовуючи соціальні явища вертикальної мобільності, виробничих можливостей, гетерогенності і впливу структури населення на поведінку людини. Він також був першим, хто сформував інформацію про широку різноманітність соціальних сил, роботу над якою закінчив Міллер МакФірсон. 1974 року Пітер Блау служив президентом Американської соціологічної асоціації.

## Раннє життя
Пітер Блау народився в 1918 році у Відні, Австрія, незадовго до падіння Австро-угорської імперії. Він народився в єврейській сім'ї, в той час, як Європою поширювався фашизм і вплив Гітлера в Австрії відчутно зростав. Прихід Гітлера до влади і Друга світова війна дуже негативно позначилися на Блау, понівечивши родину, культуру і все його життя, тим не менше, в майбутньому його чекали хороші перспективи і сприятливі можливості. У віці 17 років Блау був визнаний винним у верховній зраді за висловлювання проти репресій, що демонструвалось урядом в статтях, які він писав для Соціально-робітничої партії, підпільного видавництва. За збігом обставин невдовзі після його ув'язнення він був звільнений. В цей час заборона політичної діяльності була знята завдяки націонал-соціалістам, які прийшли до влади. Коли Гітлер прибув до Австрії в 1938 році, Блау спробував втекти до незалежної республіки Чехословаччина, його сестру відіслали до Англії, а решта сім'ї вирішили залишитись в Австрії. Спроби Блау були марними, його схопили нацисти, та переживши тортури, він знову здобув свободу і вирушив до Праги. Його вчитель вищої школи допоміг отримати дозвіл на переїзд до Америки для навчання. Через ускладнення з візою, йому треба було якнайшвидше осісти у французькому робітничому таборі. Врешті-решт він прибуває до Ле Хавре, Франція, де отримує стипендію емігранта для навчання в Елмхурстському коледжі (Елмхурст, штат Ілліноіс). Через організацію American G.I. Блау заслужив свій ступінь в соціології, прокладаючи шлях до його майбутньої роботи в теорії соціології.

## Пізнє життя
Пітер Блау став громадянином Америки в 1943 році. В 1942 після вступу до армії Сполучених Штатів він повернувся до Європи і працював слідчим, використовуючи свої навички володіння німецькою мовою. Його було нагороджено бронзовою зіркою за сумлінне виконання обов'язків. В цей час Блау отримав звістку про те, що його сім'ю було вбито в місті Аушвітц.
Після отримання ступеня бакалавра в Елмхурстському коледжі Блау продовжував своє навчання в Колумбійському університеті і здобув ступінь Доктора фіолософії в 1952 році. Одним з найвагоміших внесків в сферу соціології була книга «Американська структура зайнятості», видана в 1967 році, над якою Блау працював разом з Отісом Дадлі Дунканом. Блау також відомий своїми внесками в теорію соціології — метою книги «Обмін і сила в соціальному житті» був аналіз процесів, які керували об'єднанням навколо чоловіків, як вступ до теорії соціальної структури. Книга Блау 1977 року «Нерівність і гетерогенність» презентує макросоціологічну теорію соціальних структур, в якій основою його теорії є кількісна концепція соціальних структур в термінах переміщення людей на соціальних позиціях, які впливають на їх соціальні відносини.
Блау служив президентом Американської соціологічної асоціації з 1973 до 1974 і був обраним до Національної академії наук в 1980. Він помер 12 березня 2002 року від гострого респіраторного дистрес-синдрому.

## Науковий внесок
В перших своїх дослідженнях, синтезуючи ідеї М. Вебера із структурно-функціональним підходом, Блау робить спробу визначити джерела структурних змін в формальних організаціях і тенденції розвитку бюрократичних організацій в сучасному капіталістичному суспільстві.
Разом із Гомансом вважається одним із творців концепції соціального обміну, але концентрує увагу не на вивченні психологічних мотивів міжособистісних відносин, як Гоманс, а намагається надати постулатам теорії обміну більшою мірою соціологічну орієнтацію, комбінуючи їх з категоріями структурного функціоналізму і теорії конфлікту.
Надаючи вирішальну роль в міжособистісних відносинах економічним аспектам (користі, вигоді, винагороді), він ставить задачу вивести з найпростіших форм соціального обміну «емерджентні властивості» соціальної структури: рольові відносини, влада і законність, колективні цінності, взаємовідносини складних соціальних організацій. Блау є одним з найбільших в США спеціалістів з вивчення соціальної структури.
В кінці 60-х років під керівництвом Блау і О. Дункана проводилось ґрунтовне вивчення динаміки соціальної структури, в ході якого широко використовувались математичні методи і була сформульована «базова модель мобільності між поколіннями», в якій були описані фактори, що мають вплив на зміну соціального статусу дітей. В роботах 70-х років Блау приділяє першорядну увагу створенню концепції емпіричного структуралізму, в якій робиться спроба аналізу основних параметрів соціальної структури виходячи з емпірично спостережуваних і зафіксованих в емпіричному дослідженні ознак. Цю концепцію Блау протиставляє структурно-функціональній теорії стратифікації, що наголошує на визначальній ролі в соціальній диференціації ціннісно-нормативних зв'язків.

## Теорія обміну Пітера Блау
Концепції соціального обміну являють собою досить відому течію в історії соціологічної, а також психологічної думки. Традиційно їх відносять до області мікросоціологічного аналізу, втім, це не цілком коректно. Представники концепцій обміну прагнули створити теорію поведінки людини і аналізували інституційну поведінку. Ці концепції часто розглядають як альтернативу «великій» теорії Т. Парсонса: не лише тому, що автори починають з мікроаналізу, але й тому, що вони намагались створити якісно інше пояснення соціальної поведінки. Дж. Гоманс прагнув побудувати загальну соціоголічну теорію, пояснити людську поведінку, добратись до її коренів. При цьому його не цікавила суб'єктивна мотивація поведінки, від був націлений на об'єктивістську соціологію.
Блау продовжив справу Гоманса, намагаючись проаналізувати взаємодію між макросистемами. Крім того, Блау збагатив теорію соціального обміну, включивши перспективи різних соціологічних теорій: структурного функціоналізму, символічного інтеракціонізму, конфліктологічних концепцій. Таким чином, теорія обміну не протиставляє себе парсонівській теорії, а використовує її досягнення в поясненні інституціональної поведінки.
Блау зосередився на процесі обміну, котрий, на його думку, керує значною частиною людської поведінки і лежить в основі як міжособистісних, так і міжгрупових відносин. Вчений досліджував чотириступінчату послідовність, направлену від міжособистісного обміну до соціальної структури і далі до соціальної зміни:
- міжособистісний обмін, що веде до наступного пункту, адже індивіди не завжди забезпечують винагороду одне одного рівною мірою, при цьому вони постійно оцінюють одне одного з точки зору володіння ресурсами;
- диференціація статусу і влади;
- легітимізація і організація. Соціальна структура народжується з взаємодії окремих індивідів і сама починає впливати на цю взаємодію, передбачаючи два типи організації: перший породжується процесами обміну і конкуренції, за другого організації створюються спеціально для досягнення певних цілей;
- опозиція і зміна: як правило, створення організацій обертається виникненням опозиції і конфлікту між ними.

Стверджуючи, що він лише розширює теорію обміну до рівня великих спільнот, Блау все ж змінив її докорінно. Намагаючись розширити межі теорії обміну, Блау перетворив її на макрорівневу теорію. Як еклектична комбінація різноманітних соціологічних підходів, концепція Блау не змогла подолати властивий теорії обміну в цілому редукціонізм і апріорний характер вихідних припущень, разом з тим відобразивши властиву сучасному капіталістичному суспільству тенденцію посилення раціоналізації людських відносин.

## Відомі цитати
Одним з найбільш відомих висловлювань Пітера Блау є: «Ви не можете вийти заміж за ескімоса, коли навколо нема жодного ескімоса». Він хотів сказати, що процвітаючі суспільства є плюралістичними, поборниками рівноправності, різноманітними, що наділяє їх членів космополітичними можливостями.

## Роботи
- Бюрократія в сучасному суспільстві, (1956)
- Теорія соціальної інтеграції, (1960)
- Обмін і влада в соціальному житті, (1964)
- Американська структура зайнятості, (1967)